# Saba Day

Vlag van Saba

Wapen van Saba

Saba Day of Flag Day (Nederlands: Sabadag) is een erkend Sabaans feestdag, die op de eerste vrijdag van december wordt gevierd. Saba Day herdenkt de officiële lancering van de Sabaanse vlag en van het wapen en volkslied, welke plaatsvond op 6 december 1985.

## Ontstaan
In navolging van buureilanden werd eind jarenzestig op Saba geopperd om 5 december, de naamdag van de Palestijnse monnik Sint Sabbas (439-532), tot nationale feestdag en Sint Abbas tot nationale heilige van Saba uit te roepen. De eerste Saba Day werd gehouden op 5 december 1975. Voor de viering werd jaarlijks enkel aan eilandsambtenaren een vrije dag toegekend. Later werd de viering verschoven naar de eerste vrijdag in december om een weekeinde van festiviteiten mogelijk te maken. Naast sport- en muziekwedstrijden, barbecue- en dansactiviteiten vonden er ook oecumenische religieuze vieringen, optochten, openingen en inhuldigingen door lokale autoriteiten en politici alsmede prijsuitreikingen aan vooraanstaande burgers plaats.
Na splitsing van het eilandgebied Bovenwindse Eilanden ontstond er in 1983 drie eilandgebieden: Saba, Sint-Maarten en Sint Eustatius. Het nieuwe eilandgebied Saba besloot op 15 oktober 1984 een comité in te stellen dat een vlag, een wapen en een volkslied moest ontwerpen. Hun officiële presentatie vond op 6 december 1985 plaats. Vanaf 1985 geldt Saba Day als een  officiële feestdag op Saba en werd in ruil hiervoor Statuutdag als officiële feestdag afgeschaft.
Sinds 2018 wordt Saba Day ook onder de Sabanen in het vasteland van Nederland gevierd.